# Генріх Зец
Генріх Зец (нім. Heinrich Setz; 12 березня 1915 — 13 березня 1943) — німецький льотчик-ас, майор люфтваффе (посмертно). Кавалер Лицарського хреста Залізного хреста з дубовим листям.

## Біографія
В 1936 році вступив в люфтваффе. В липні 1944 року зарахований в 77-му винищувальну ескадру. Учасник Норвезької і Французької кампанії. З червня 1941 року — командир 4-ї ескадрильї своєї ескадри. Учасник Німецько-радянської війни. З 12 листопада 1942 року — командир 1-ї групи 27-ї винищувальної ескадри, дислокованої у Франції. Загинув у бою.
Всього за час бойових дій здійснив 274 бойових вильоти і збив 138 ворожих літаків, з них 132 радянських.

## Нагороди
- Нагрудний знак пілота
- Залізний хрест
  - 2-го класу (12 вересня 1940)
  - 1-го класу (18 жовтня 1940)
- Лицарський хрест Залізного хреста з дубовим листям
  - лицарський хрест (31 грудня 1941)
  - дубове листя (№ 102; 23 червня 1942)
- Німецький хрест в золоті (21 серпня 1942)
- Авіаційна планка винищувача в золоті